# Gougaram
Gougaram est une commune rurale du Niger, département d'Arlit, région d'Agadez.

## Géographie
La commune rurale frontalière de l'Algérie au nord et à l'ouest s'étend au nord du chef-lieu départemental Arlit.
| Algérie | Algérie       | Iférouane |
| Algérie | Gougaram      | Iférouane |
| Ingall  | Dannet, Arlit | Timia     |

## Histoire
La commune rurale de Gougaram est créée en 2002.

## Population
Lors du recensement général de 2012, la population communale est relevée à 10 336 habitants.

## Localités
La commune s'étend sur trois villages : Azatraya, Eliy et Takarate, 33 camps et 11 points d'eau, au nord du département d'Arlit.

## Services et infrastructures
- Centre de Santé Intégré (CSI) à Gougaram, Takritsa[5].
- Centre de formation des métiers (CFM) à Gougaram.